# 藤原忻子
藤原忻子（ふじわら の きんし（よしこ）、1134年（長承3年）—1209年9月12日（承元3年八月十二）），平安時代末期后妃。第77代後白河天皇中宮。父德大寺公能，母藤原豪子。妹為近衛天皇皇后（二条天皇后）多子。
久寿2年（1155年）入内，後白河天皇即位，藤原忻子為從四位上女御。保元元年（1156年），冊立中宮。保元3年（1158年），後白河天皇讓位。平治元年（1159年），姝子内親王為二条天皇中宮，藤原忻子為皇后宮。承安2年（1172年），為皇太后。承元3年（1209年），76歲去世。《今鏡》稱其美貌。